# Uddskär
Uddskäret är en ö i de yttre delarna av Luleå skärgård, Norrbottens län, som genom en landtunga sitter ihop med Brändöskär. På skäret ligger Brändö-Uddskärs kapell.